# Frank Carillo
Frank Carillo (14 juli 1950) is een Amerikaans gitarist en songwriter. Internationaal is hij bekend door zijn bijdragen aan onder meer Peter Frampton, Cheap Trick, Van Halen en Tom Petty & The Heartbreakers. In 2004 vormde Carillo zijn band Frank Carillo and the Bandoleros, bestaande uit vijf personen, waarmee hij inmiddels drie cd's heeft geproduceerd.

## Carillo en George Kooymans
In Nederland is Carillo voornamelijk bekend om zijn samenwerking met Golden Earring-gitarist George Kooymans. Frank Carillo leert George Kooymans in 1992 kennen. Na deze ontmoeting zijn de twee vrienden geworden en hebben zij verschillende malen samengewerkt. Zo heeft Carillo een grote rol gehad in het produceren van de Golden Earring-albums Milbrook U.S.A en Tits 'n ass. Naast de samenwerking met de Golden Earring-albums hebben Carillo en Kooymans ook samen twee cd's opgenomen. Op 2 april 2010 verscheen het album On Location waarop elf zeer uiteenlopende songs staan. In 2022 verscheen de cd Mirage.

## Discografie
- 2005 Bad out there
- 2008 Someday
- 2010 On location (met George Kooymans)
- 2019 Miles to go
- 2022 Mirage (met George Kooymans)